# Lavinia Fontana
Lavinia Fontana, född 24 augusti 1552 i Bologna, död 11 augusti 1614 i Rom, var en italiensk målare. 
Hon var dotter till manieristen Prospero Fontana.
Hon har kallats för den första europeiska kvinna att kunna försörja sig själv och sin familj på sitt konstnärskap, först i Bologna och sedermera i Rom där hon bosatte sig 1603. Hon gjorde ett namn för sig själv som porträttkonst blev populär bland de ledande familjerna, däribland Boncampagni, till vilken påven Gregorius XIII hörde.
Det finns över hundra dokumenterade verk som Fontana målat, förutom porträtten finns även många religiösa och mytologiska verk, men endast ett 30-tal är signerade och daterade. Efter hennes död tillskrevs flera av hennes verk Guido Reni.

## Bildgalleri

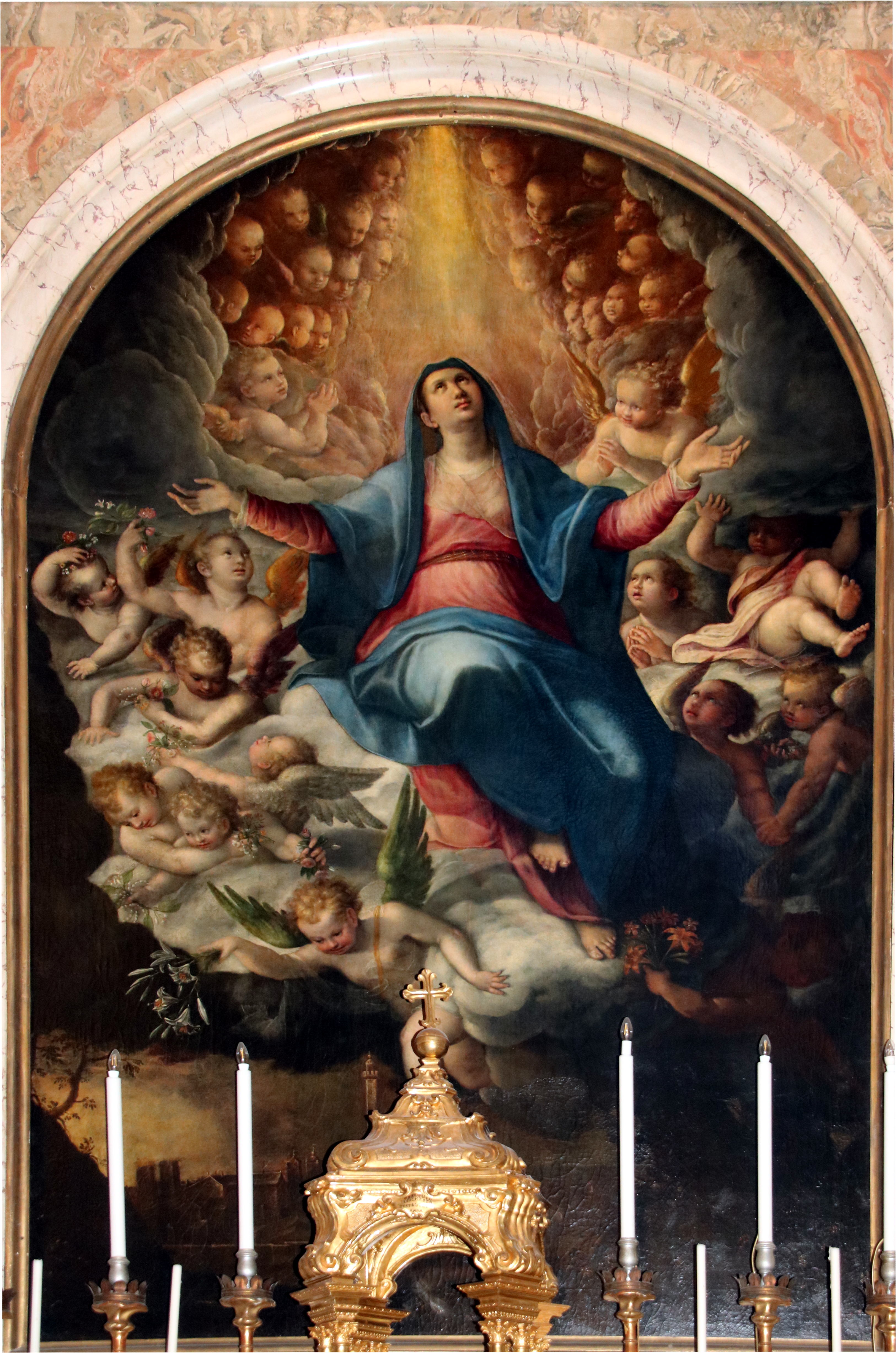
Assunzione della Vergine, 1593
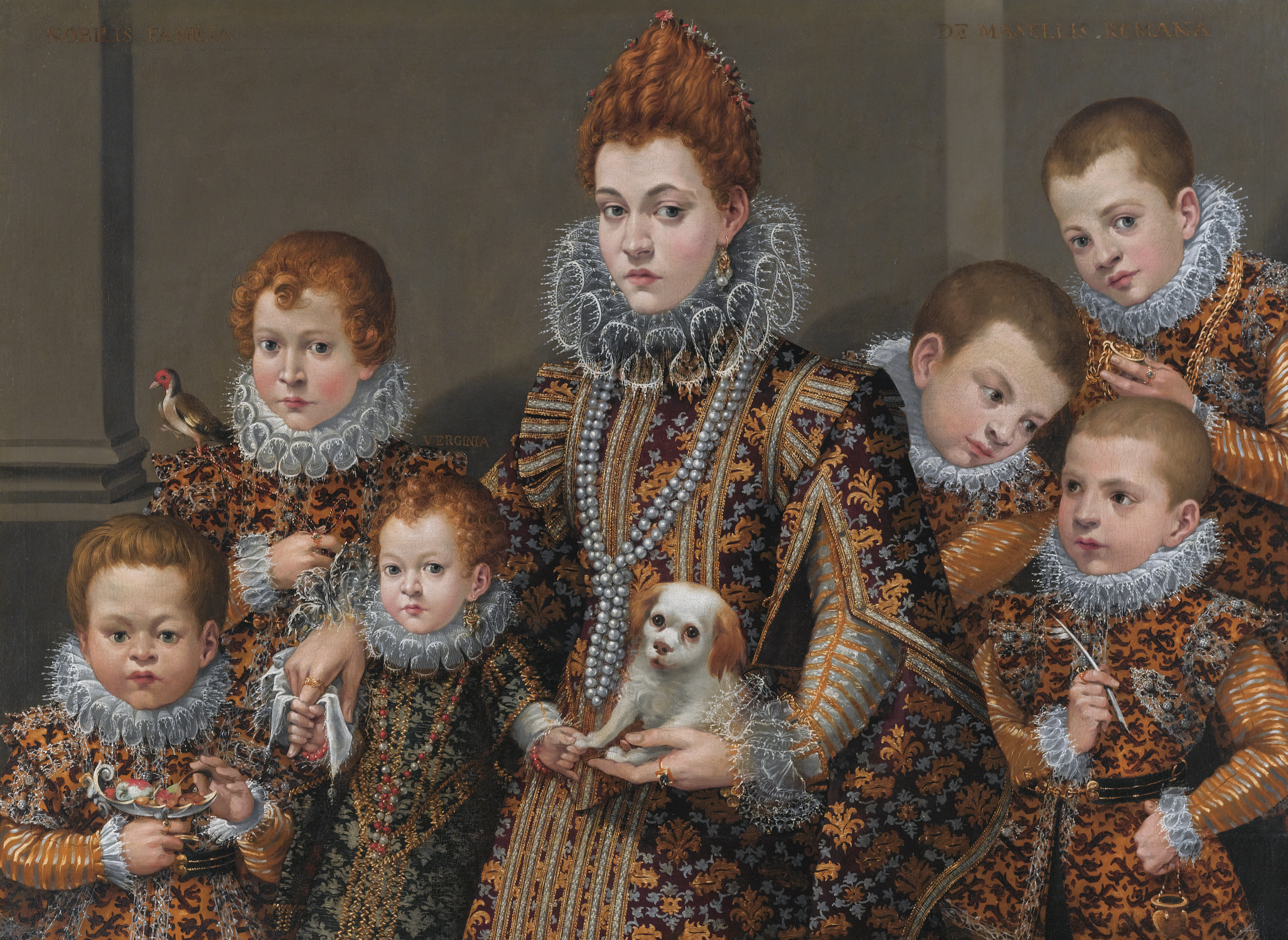
Bianca degli Utili Maselli och sex av hennes barn
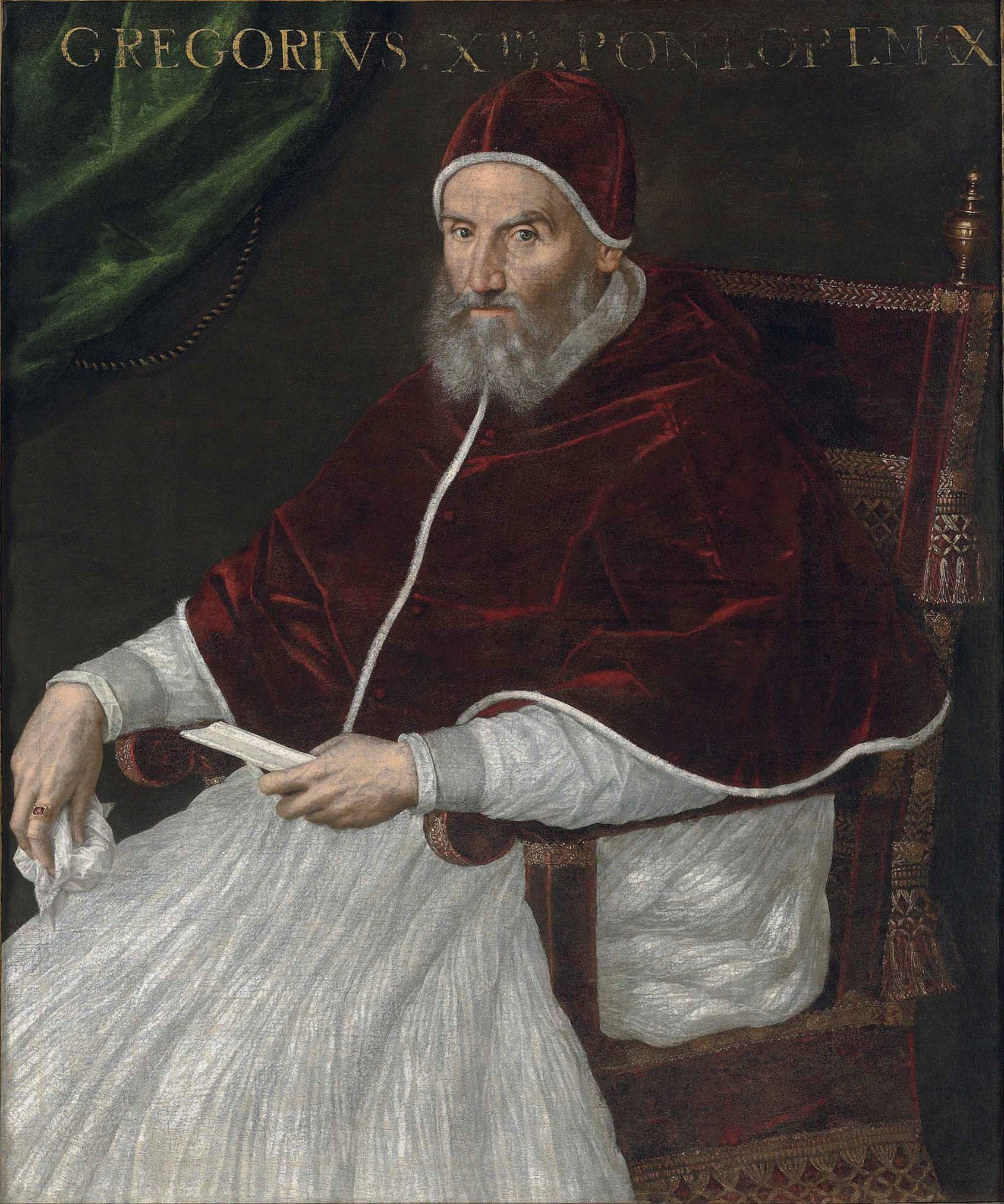
Påve Gregorius XIII
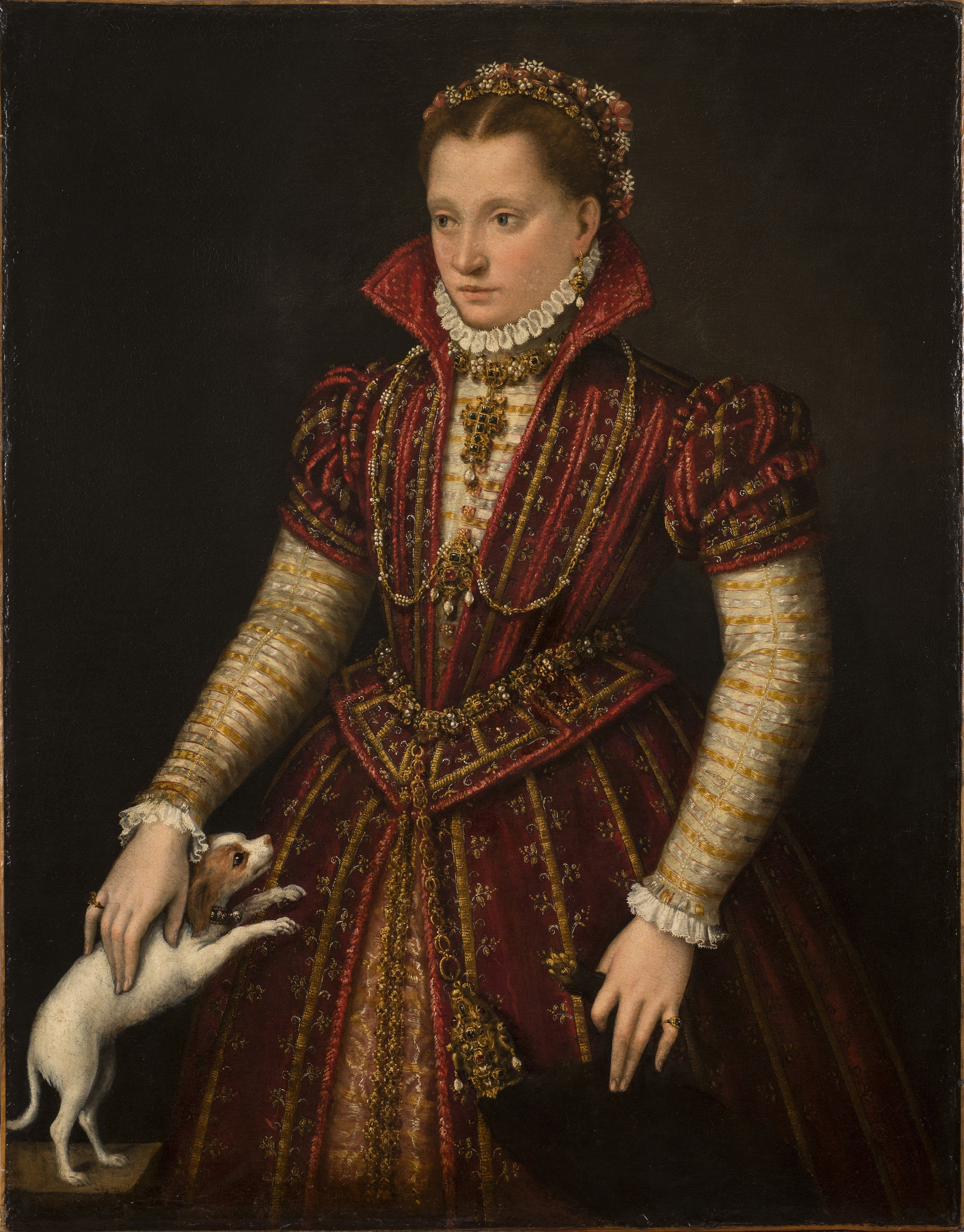
Ritratto di nobildonna (ca 1580)

## Fördjupningslitteratur
- Chadwick, Whitney, Women, Art, and Society. 3 ed. London: Thames & Hudson 2002. ISBN 0-500-20354-7
- Murphy, Caroline P., Lavinia Fontana: a painter and her patrons in sixteenth-century Bologna. New Haven: Yale University Press 2003. ISBN 0-300-09913-4